# 14346 Zhilyaev
14346 Zhilyaev (1985 QG5) là một tiểu hành tinh vành đai chính được N. S. Chernykh phát hiện vào ngày 23 tháng 8, năm 1985 ở Đài vật lý thiên văn Crimean. Tiểu hành tinh này được đặt theo tên của Boris Ephimovich Zhilyaev - nhà thiên văn học Liên Xô/Ukraina.